# Giovane donna nuda allo specchio

Tiziano, Donna allo specchio (1512-1515 circa); l'opera ha un'intensa carica erotica e sessuale, assente invece nel lavoro di Bellini.

Giovane donna nuda allo specchio è un dipinto a olio su tavola di pioppo (62x79 cm) di Giovanni Bellini, databile al 1515 e conservato nel Kunsthistorisches Museum di Vienna.

## Storia
Il dipinto fa parte dell'ultima fase produttiva dell'artista, quella in cui abbracciò le novità del tonalismo di Giorgione. L'opera si trovava nella collezione Hamilton dal 1638 al 1659, e in seguito venne acquistata da Leopoldo Guglielmo d'Austria nel 1659, a Bruxelles.

## Descrizione e stile
In una stanza, dove si apre una luminosa finestra sul paesaggio, una donna nuda sta acconciandosi allo specchio. La sua figura dalle proporzioni e dai lineamenti ideali rispecchia un limpido classicismo. Un altro specchio si trova dietro di essa e mostra una veduta tergale della preziosa retina damascata che tiene i capelli della donna, secondo quel tema della moltiplicità di vedute che animava il dibattito artistico dell'epoca sul paragone delle arti: la pittura infatti poteva garantire, con opportuni accorgimenti, una ricchezza visuale pari, se non superiore, a quello delle opere scultoree.
Appaiono citazioni dalla pittura fiamminga il tema della finestra, il vaso trasparente sul davanzale, nonché il tappeto che copre il sedile su cui si trova la donna.
Il soggetto della donna nuda, così inconsueto nella produzione dell'artista incentrata sulle opere di carattere sacro, è intonato su un modellato delicato della figura, tra la penombra dell'interno e la forte luce del paesaggio dalla finestra, e a una contemplazione tutto sommato casta, priva di quegli accenti sensuali delle opere coeve, ad esempio, di Tiziano.